# Barthélemy Nguyễn Sơn Lâm
Barthélemy Nguyễn Sơn Lâm (Nga Điền, 13 agosto 1929 – Thanh Hóa, 9 giugno 2003) è stato un vescovo cattolico vietnamita.

## Biografia
Barthélemy Nguyễn Sơn Lâm nacque il 13 agosto 1929 nel distretto di Nga Sơn della Provincia di Thanh Hóa, secondogenito di una famiglia con otto figli.
Nel 1940 entrò nel seminario minore di Ba Làng e nel 1951 si iscrisse al seminario Xuan Bich di Hanoi. Fu ordinato prete per la Compagnia dei sacerdoti di San Sulpizio il 29 giugno 1957. In seguito si recò in Francia e a Roma per completare gli studi, ottenendo la laurea in teologia e il dottorato in filosofia. Tornato in Vietnam, fu prima professore di filosofia per il seminario di Vĩnh Long e poi direttore del seminario di Huê.
Il 30 gennaio 1975 papa Paolo VI lo nominò vescovo di Ðà Lat. Ricevette l'ordinazione episcopale il 17 marzo 1975 nella Basilica di Notre-Dame di Saigon per imposizione delle mani dell'arcivescovo Henri Lemaître, delegato apostolico in Vietnam.
Il 23 marzo 1994 fu trasferito alla Diocesi di Thanh Hóa dove rimase in carica fino alla morte, sopraggiunta il 9 giugno 2003 all'età di 73 anni.

## Genealogia episcopale e successione apostolica
La genealogia episcopale è:
- Cardinale Scipione Rebiba
- Cardinale Giulio Antonio Santori
- Cardinale Girolamo Bernerio, O.P.
- Arcivescovo Galeazzo Sanvitale
- Cardinale Ludovico Ludovisi
- Cardinale Luigi Caetani
- Cardinale Ulderico Carpegna
- Cardinale Paluzzo Paluzzi Altieri degli Albertoni
- Papa Benedetto XIII
- Papa Benedetto XIV
- Papa Clemente XIII
- Cardinale Marcantonio Colonna
- Cardinale Giacinto Sigismondo Gerdil, B.
- Cardinale Giulio Maria della Somaglia
- Cardinale Carlo Odescalchi, S.I.
- Vescovo Eugène de Mazenod, O.M.I.
- Cardinale Joseph Hippolyte Guibert, O.M.I.
- Cardinale François-Marie-Benjamin Richard de la Vergne
- Cardinale Pietro Gasparri
- Cardinale Clemente Micara
- Cardinale Jozef-Ernest Van Roey
- Cardinale  Léon-Joseph Suenens
- Arcivescovo Henri Lemaître
- Vescovo Barthélemy Nguyễn Sơn Lâm

La successione apostolica è:
- Cardinale Pierre Nguyễn Văn Nhơn (1991)